# أندرياس فولف (لاعب كرة يد)
أندرياس فولف (بالألمانية: Andreas Wolff) مواليد 3 مارس 1991 في أويسكيرشن، ألمانيا، هو لاعب كرة يد ألماني يلعب كحارس مرمى. يلعب حاليا مع نادي كيل لكرة اليد ويحمل الرقم 77. مثل منتخب ألمانيا لكرة اليد. شارك في دورة الألعاب الأولمبية الصيفية سنة 2016.

## سجل المنافسة
شارك في البطولات التالية:
- بطولة أوروبا لكرة اليد للرجال 2016
- الألعاب الأولمبية الصيفية 2016

## الإنجازات
- كرة اليد في الألعاب الأولمبية الصيفية:
  -  برونزية: كرة اليد في الألعاب الأولمبية الصيفية 2016 – مسابقة الرجال
- بطولة أوروبا لكرة اليد للرجال:
  -  ذهبية: بطولة أوروبا لكرة اليد للرجال 2016

## روابط خارجية
- أندرياس وولف على موقع الاتحاد الأوروبي لكرة اليد (الإنجليزية)
- أندرياس وولف على موقع نادي كيل لكرة اليد (الألمانية)
- أندرياس وولف على موقع اللجنة الأولمبية الدولية (الإنجليزية)
- أندرياس وولف على موقع أوليمبيديا (الإنجليزية)
- أندرياس وولف على موقع اللجنة الأولمبية الألمانية (الألمانية)